# 参宿增卅二
参宿增卅二（麒麟座2），又名BD-09 1285，HD 40536、SAO 132715、HR 2108，是麒麟座的一颗恒星，视星等为5.03，位于銀經215.67，銀緯-15.93，其B1900.0坐标为赤經5h 54m 19.4s，赤緯-9° -15.93′ 54″。